# BMT Canarsie Line
BMT Canarsie Line est une ligne (au sens de tronçon du réseau) à la fois souterraine et aérienne du métro de New York qui dessert les arrondissements de Manhattan et de Brooklyn.
Elle est issue de l'ancien réseau de la Brooklyn-Manhattan Transit Corporation (BMT) tout comme la BMT Broadway Line et la BMT Nassau Street Line. Elle fait donc partie de la Division B, et tire son nom du fait que son terminus est situé dans le quartier de Canarsie à Brooklyn.
Elle constitue en outre l'une des lignes principales (trunk lines) du réseau qui donnent leur couleur (en l’occurrence le gris) aux dessertes (services) qui les empruntent, à la fois dans Manhattan et en dehors. Les tronçons les plus anciens de la ligne, dont une partie est issue de l'ancien réseau aérien de la BRT datent de 1865. Achevée en 1931, la ligne comporte aujourd'hui 24 stations, 3 des 27 stations initiales ayant été détruites. Elle présente en outre la particularité, avec l'IRT Flushing Line et la IND Crosstown Line de n'être empruntée par une seule desserte.

## Histoire
L'histoire de la Canarsie Line peut être décomposée en trois périodes distinctes, la ligne ayant successivement été une voie ferrée à vapeur, une ligne aérienne de la BRT à Brooklyn, puis une ligne à part entière du réseau à la suite de la construction de la section souterraine à Manhattan.

### L'époque de la ligne aérienne à vapeur
Avant de devenir une ligne aérienne de la BRT en 1906, la Canarsie Line fonctionnait comme une ligne de chemin de fer à vapeur. Elle était alors a propriété du Brooklyn and Rockaway Beach Railroad (« Chemin de fer de Brooklyn et Rockaway Beach »), créé le 24 décembre 1863, et fut inaugurée le 21 octobre 1865. Le premier tronçon reliait les voies du Long Island Rail Road de East New York à une jetée au niveau de Canarsie Landing, à proximité immédiate de l'actuel raccordement entre Rockaway Parkway et le Belt Parkway où des ferries assurent la liaison avec Rockaway. Jusqu'en 1894, la ligne ne possédait qu'une seule voie.
Le Canarsie Railroad fut créé le 8 mai 1906 sous la forme d'une filiale de la BRT (et confié à bail au Brooklyn Union Elevated Railroad) qui prit le contrôle de la ligne le 31 mai 1906. La ligne était en partie aérienne (par opposition aux voies situées au niveau des rues), et électrifiée avec un troisième rail sur la section aérienne, et un câble conducteur sur les autres segments, au sur de New Lots Avenue. Le Long Island Rail Road, qui utilisait la section de la ligne au nord de New Lots comme raccordement vers la ramification de Bay Ridge construisit une nouvelle ligne juste à l'ouest. Le terminus de East New York fut déplacé de plusieurs blocks le long d'un tronçon de la ligne qui était autrefois emprunté par le Fulton Street Elevated et le Broadway Elevated (devenu la BMT Jamaica Line) pendant les heures de pointe. Cette section, connue sous le nom de « boucles de East New York » (East New York Loop) et qui fut achevée en 1900 était située au niveau d'un embranchement appelé Manhattan Junction (et devenu Broadway Junction). Elle fut cependant fermée en 1910, victime de son impopularité.
Les premières dessertes circulèrent le 28 juillet 1906, entre Canarsie Landing et le Broadway Ferry au pied de Broadway dans le quartier de Williamsburg, près de l'East River à l'endroit où les voies de la Jamaica Line traversent le Williamsburg Bridge. La voie fut par la suite prolongée via le pont le long de la BMT Nassau Street Line vers Canal Street puis Chambers Street.

### La reconstruction dans le cadre desDual Contracts
Dans le cadre des Dual Contracts, le raccordement de Manhattan Junction, déjà complexe fut reconstruit sous la forme d'un échangeur de type saut-de-mouton encore plus complexe, devenu la Broadway Junction en 1913. Le nouvel échangeur se prolongeait au-delà de l'endroit où la Canarsie Line et le  Fulton Street Elevated se séparaient, et marqua la construction d'une station à trois quais et six voies à Atlantic Avenue. Le nouveau complexe fut construit en plusieurs étapes sans que le trafic ne soit interrompu, et fut achevé en 1919.
À la même période, la BRT élimina l'ensemble des tronçons où les métros aériens devaient utiliser un câble aérien pour fonctionner, au profit d'un troisième rail et d'infrastructures entièrement à niveaux séparés. Lors de l'installation du troisième rail sur la Canarsie Line, il fut décidé de n'en mettre en place que jusqu'à la station de Rockaway Parkway and Glenwood Road, étant donné qu'au-delà de ce point, la multitude de passages à niveau rendait l'installation du troisième rail trop compliquée. Cette section fut transformée en navette (shuttle) utilisant les mêmes voitures que sur les tronçons aériens en 1917, puis fut convertie en tramway en 1920. Un unique passage à niveau fut conservé à East 105th Street malgré le troisième rail. Ce dernier, qui fut le dernier passage à niveau de l'ensemble du réseau du métro de New York fut éliminé en 1973.

### Prolongement vers l'ouest et raccordement à Manhattan
Le 13 janvier 1916, l'entreprise Booth and Flinn remporta le contrat de reconstruction de la ligne, et le chantier fut réalisé sous l'autorité de l'architecte Clifford Milburn Holland.
Le 30 juin 1924, au niveau de ce qui constitue aujourd'hui l'extrémité ouest de la ligne, une section souterraine, baptisée 14th Street-Eastern District Line, et plus communément appelée 14th Street–Eastern Line fut ouverte sous la 14e rue à Manhattan, entre le croisement avec la Sixième Avenue puis en direction de l'East River et à travers le quartier de Williamsburg jusqu'à Montrose Avenue et Bushwick Avenue, Une rampe temporaire fut construite jusqu'au niveau des rues, via des voies de trampour permettre aux trains de circuler sur les rails, qui ne possédaient pas d'autre raccordement avec les lignes souterraines.
Quatre ans plus tard, le 14 juillet 1928, la ligne fut prolongée plus loin vers l'est sous Wyckoff Avenue puis vers le sud parallèlement au New York Connecting Railroad en direction d'une nouvelle gare à Broadway Junction, au-dessus de l'ancienne station du Broadway Elevated (Jamaica Line). À cette époque, celle-ci était raccordée à la Canarsie Line. Le 30 mai 1931 à midi, un prolongement de deux blocks jusqu'à la Huitième Avenue fut mis en service, assurant la liaison entre la Canarsie Line et la IND Eighth Avenue Line nouvellement construite. la station fut d'ailleurs construite selon les standards de celle de l'Independent Subway System (IND). Depuis lors, le tracé de la ligne est resté le même.
Au lendemain de la Seconde Guerre mondiale, le Canarsie Shuttle situé à l'extrémité est de la ligne fut abandonné au profit d'une ligne de bus (B42), entraînant l'abandon de trois stations. Alors que de nouvelles infrastructures ont été construites par la suite sur certaines sections, plusieurs tronçons sont toujours visibles sous la forme de larges allées, ou de parkings étroits.

### Évolution des dessertes
Les dessertes circulant sur la ligne ont connu peu de changements au fil des années. Initialement, les métros circulaient sur les voies du Broadway Elevated à partir du terminal de ferry à Williamsburg (avant que la ligne ne soit prolongée vers Manhattan) en traversant la Manhattan Junction pour continuer vers Canarsie. À la suite de l'ouverture de la section souterraine de la ligne, deux dessertes différentes circulaient entre Canarsie et Manhattan : l'une sur le tracé originel du Broadway Elevated, l'autre le long de la 14e rue, sous l'appellation 14th Street-Canarsie Line.
En 1936, consécutivement à la mise en service de nouvelles rames légères, une nouvelle desserte spéciale pour les heures de pointe fut mise en place entre l'intersection de la Huitième Avenue et de la 14e rue et la station de Lefferts Boulevard, à l'extrémité est du Liberty Avenue Elevated (prolongement du Fulton Street Elevated). La desserte Eighth Avenue–Canarsie, exploitée par la Brooklyn-Manhattan Transit Corporation prit le nom de BMT 16, alors que les trains circulant en direction de Lefferts Boulevard portaient le nom de BMT 13. Lorsque la ligne aérienne de Fulton Street fut détruite, certains trains de la desserte d'heures de pointe de circulaient entre le Broadway Elevated (Jamaica Line) jusqu'à Canarsie en passant par le saut-de-mouton de Broadway Junction. Ces trains portaient le numéro 14. En 1967, lorsque des lettres furent attribuées pour désigner l'ensemble des dessertes de la BMT, la desserte 16, qui empruntait l'ensemble de la ligne fut baptisée LL. La desserte spéciale heure de pointe de Broadway (14) prit le nom de JJ, et circula jusqu'en 1968, date à laquelle elle fut remplacée par la desserte KK, qui resta sur la Jamaica Line au lieu de passer sur la Canarsie Line au niveau de Broadway Junction. Depuis lors, le raccordement via le saut-de-mouton a été sporadiquement utilisée par des lignes régulières.

## Infrastructure

### Stations
|                                                                           | Station                         | Dessertes | Ouverture       | Correspondances                                                   |
| ------------------------------------------------------------------------- | ------------------------------- | --------- | --------------- | ----------------------------------------------------------------- |
|                                                                           | Eighth Avenue                   | (L)       | 30 mai 1931     | IND Eighth Avenue Line ()                                         |
|                                                                           | Sixth Avenue                    | (L)       | 30 juin 1924    | IRT Broadway-Seventh Avenue Line () IND Sixth Avenue Line () PATH |
|                                                                           | Union Square                    | (L)       | 30 juin 1924    | IRT Lexington Avenue Line () BMT Broadway Line ()                 |
|                                                                           | Third Avenue                    | (L)       | 30 juin 1924    |                                                                   |
|                                                                           | First Avenue                    | (L)       | 30 juin 1924    |                                                                   |
| 14th Street Tunnel sous l'East River                                      |                                 |           |                 |                                                                   |
|                                                                           | Bedford Avenue                  | (L)       | 30 juin 1924    |                                                                   |
|                                                                           | Lorimer Street                  | (L)       | 30 juin 1924    | IND Crosstown Line ()                                             |
|                                                                           | Graham Avenue                   | (L)       | 30 juin 1924    |                                                                   |
|                                                                           | Grand Street                    | (L)       | 30 juin 1924    |                                                                   |
|                                                                           | Montrose Avenue                 | (L)       | 30 juin 1924    |                                                                   |
|                                                                           | Morgan Avenue                   | (L)       | 14 juillet 1928 |                                                                   |
|                                                                           | Jefferson Street                | (L)       | 14 juillet 1928 |                                                                   |
|                                                                           | DeKalb Avenue                   | (L)       | 14 juillet 1928 |                                                                   |
|                                                                           | Myrtle-Wyckoff Avenues          | (L)       | 14 juillet 1928 | BMT Myrtle Avenue Line ()                                         |
|                                                                           | Halsey Street                   | (L)       | 14 juillet 1928 |                                                                   |
|                                                                           | Wilson Avenue                   | (L)       | 14 juillet 1928 |                                                                   |
|                                                                           | Bushwick Avenue-Aberdeen Street | (L)       | 14 juillet 1928 |                                                                   |
|                                                                           | Broadway Junction               | (L)       | 14 juillet 1928 | IND Fulton Street Line () BMT Jamaica Line ()                     |
| Raccordement aux voies de la BMT Jamaica Line (pas de desserte régulière) |                                 |           |                 |                                                                   |
|                                                                           | Atlantic Avenue                 | (L)       | 28 juillet 1906 | Long Island Railroad                                              |
|                                                                           | Sutter Avenue                   | (L)       | 28 juillet 1906 |                                                                   |
|                                                                           | Livonia Avenue                  | (L)       | 28 juillet 1906 |                                                                   |
|                                                                           | New Lots Avenue                 | (L)       | 28 juillet 1906 | Bus B15 pour JFK                                                  |
|                                                                           | East 105th Street               | (L)       | XIXe siècle     |                                                                   |
|                                                                           | Canarsie – Rockaway Parkway     | (L)       | XIXe siècle     |                                                                   |
|                                                                           | Flatlands avenue                |           | XIXe siècle     | Abandonnée puis démolie                                           |
|                                                                           | Avenue L                        |           | XIXe siècle     | Abandonnée puis démolie                                           |
|                                                                           | Canarsie Pier                   |           | XIXe siècle     | Abandonnée puis démolie                                           |

## Exploitation
La desserte L fonctionne en continu sur l'ensemble du tracé entre la station de Eighth Avenue dans le Greenwich Village et celle de Canarsie – Rockaway Parkway à Brooklyn. Elle dessert également le hub de 14th Street – Union Square.
|     | Service | Parcours desservi                                               |
| --- | ------- | --------------------------------------------------------------- |
| (L) | Omnibus | Ligne complète (De Eighth Avenue à Canarsie – Rockaway Parkway) |